# Appuntamento con la luna/Ti vedo (e non ti vedo)
Appuntamento con la luna/Ti vedo (e non ti vedo) è il terzo 78 giri di Carlastella, pubblicato nel 1940.

## Tracce
LATO A
1. Appuntamento con la luna (testo: Enrico Frati – musica: Mario Schisa)

LATO B
1. Ti vedo (e non ti vedo) (testo: Mario Panzeri, Nino Rastelli – musica: Eros Sciorilli)

## Formazione
Orchestra da Ballo della Taverna Ferrario diretta dal Maestro Enzo Ceragioli composta da :
- Enzo Ceragioli - pianoforte, arrangiamenti
- Pinùn Ruggeri - batteria
- Astore Pittana - tromba
- Pietro Di Salvatore - tromba
- Clinio Bergamini - trombone
- Franco Mojoli - clarinetto
- Aldo Rossi - sax soprano, sax alto
- Libero Massara - sax tenore